# Барнстабъл
Барнстабъл (на английски: Barnstable) е град в САЩ, административен център на окръг Барнстабъл, щата Масачузетс. Барнстабъл е най-голямото селище по площ и население в Кейп Код. Населението на града е 44 163 души (по приблизителна оценка от 2017 г.). В централната част му част се намира езерото Уикакет, по бреговете на което растат красиви дъбове и борове.
Града има седем квартала (един от които също е именуван Барнстабъл) с техните граници. Най-големия квартал е Хaянис и е централен бизнес район на окръга и дом на Барнстабълското общинско летище, централна въздушна линия на Кейп Код и Островите Мартас винярд и Нантъкет. То също така през 2007 е наградено All-America City Award. Бившият американски президент Джон Кенеди (1960-1963) е имал лятна резиденция в квартал западен Хаянис и по този начин Кейп Код е станал известен. Днес резиденцията му е музей.